# Krinčinas
Krinčinas est une petite ville de l'apskritis de Panevėžys, dans le nord-est de la Lituanie. Selon le recensement de 2001, la ville compte une population de 527 habitants.

## Histoire
Le 26 juillet 1941, 21 juifs de la ville sont massacrés lors d'une exécution de masse perpétrée par un einsatzgruppen dans la forêt de Zideiko à Pasvalys.